# Лянчжоу
Лянчжо́у (спрощ.: 凉州区; піньїнь: Liángzhōu qū) — район міського підпорядкування міського округу Увей, що в китайській провінції Ганьсу. Історично на території сучасного району розташовувалась столиця держави Рання Лян.

## Адміністративний поділ
Район поділяється на 8 вуличних комітетів, 19 селищ і 18 волостей.